# Анна Невілл
Анна Невіл (англ. Anne Neville; 11 червня 1456, Воркський замок — 16 березня 1485, Лондон) — королева Англії, дружина короля Річарда III. Молодша дочка Річарда Невілла, відомого як «Царетворець».
Як член могутнього дому Невіллів, Анна була втягнута у Війну Червоної та Білої троянди, в якій Йорки та Ланкастери боролися за англійську корону. Її батько в юному віці заручив її з сином Генріха VI, Едуардом, принцом Уельським. Шлюб мав зміцнити союз з Ланкастерами і продовжувати громадянську війну між двома родинами.
Після смерті чоловіка принцеса Уельська вступила в шлюб з Річардом ІІІ, герцогом Глостерським, братом короля Едуарда IV і Джорджа, герцога Кларенського, з яким була одружена старша сестра Анни, Ізабелла. Анна Невілл стала королевою, коли Річард III зійшов на престол у червні 1483 року після проголошення дітей Едуарда IV та Єлизавети Вудвіл позашлюбними. Анна померла за п'ять місяців до смерті чоловіка у березні 1485 року. Її єдиною дитиною був Едуард Міддлгемський, якого вона пережила на рік.

## Ранні роки
Анна Невілл народилася у Ворикському замку молодшою дочкою Річарда Невілла, 16-го графа Воріка та Анни де Бошан. Її батько був одним із наймогутніших представників дворянства в Англії та найпристраснішим прихильником дому Йорків. Сестра її діда, Сесілія Невілл, була дружиною Річарда, 3-го герцога Йоркського, який заявив права на корону для Йорків.

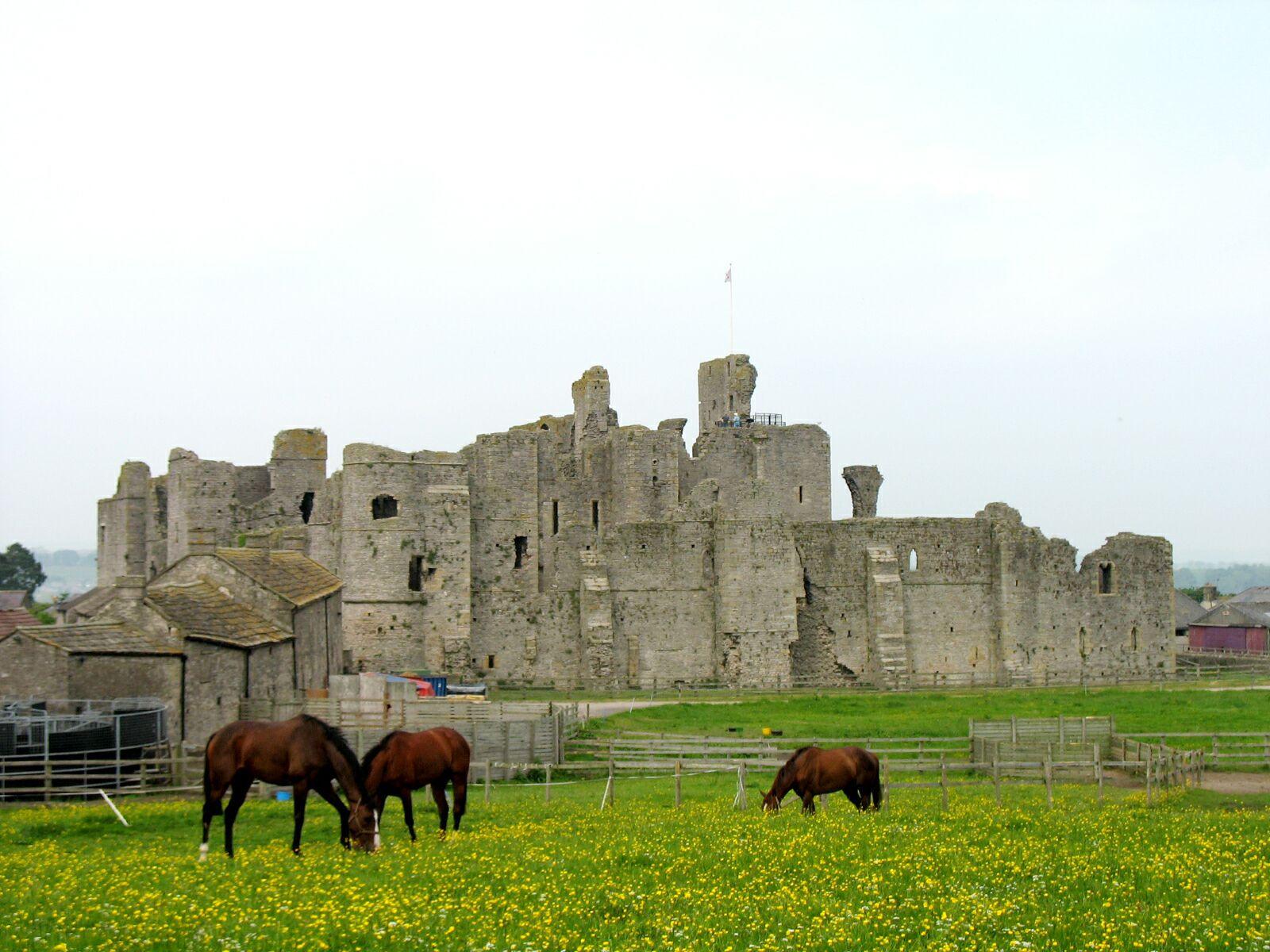
, що відійшов сімейству Невілл в 1270 р.

Більшість дитинства Анни пройшла в Міддлгемському замку — одному з маєтків батька, де вона та її старша сестра Ізабелла зустріли двох молодших синів герцога Йоркського, Річарда, герцога Глостера (майбутнього Річарда III) і Джорджа, герцога Кларенса. Річард особливо старанно відвідував своє лицарське навчання в Міддлгемі з середини 1461 року і принаймні до весни 1465 року. Цілком можливо, що вже в цей період розглядався шлюб дочок графа з молодими принцами. Герцог Йоркський був убитий 30 грудня 1460 року, проте, за допомогою Воріка в березні 1461 року на трон був зведений його старший син Едуард. У липні 1469 року Ізабелла одружилася з Кларенсом, а в липні 1470 року, після того, як граф Ворік утік до Франції та змінив свою прихильність, Анна була заручена, і до кінця того ж року одружена з Едуардом Вестмінстерським, спадкоємцем дому Ланкастерів.

## Принцеса Уельська
Деякий час Ворік перебував у сварці з Едуардом IV через піднесення сімейства королеви Єлизавети. У 1469 році граф спробував звести на трон свого зятя Джорджа, але зустрів опір парламенту. Після другого невдалого повстання проти короля Едуарда на початку 1470 року, Ворік був змушений втікати до Франції, де він вступив у союз із поваленим домом Ланкастерів. Оскільки король Генріх VI був ув'язнений у Лондонському Тауері, Ланкастерів де-факто очолювала його дружина Маргарита Анжуйська, яка поставилася з підозрою до мотивів Воріка. Щоб зміцнити стосунки з Маргаритою, Анна була офіційно заручена з її сином, Едуардом Вестмінстерським, у замку Амбуаз у Франції. В грудні 1470 року, в соборі Анже, був укладений шлюб, який зробив Анну принцесою Уельською.
Ворік відновив Генріха VI на престолі в жовтні 1470 року, проте Едуард IV повернувся в березні 1471 року і швидко зміцнивсвоє становище в країні. Психічно хворий Генріх VI був узятий Едуардом IV як заручник у битві під Барнетом, де Ворік був убитий 14 квітня 1471 року. Едуард IV ув'язнив Генріха VI в Тауері і, після вирішальної перемоги Йорків при Тьюксбері 4 травня, Генріх, як повідомлялося, помер від «невдоволення та меланхолії», хоча в «The Great Chronicle of London» повідомлялося, що за смерть Генріха відповідальність ніс Річард герцог Глостерський. Як констебль Англії він міг доставити наказ короля про вбивство Генріха констеблю Тауера.
Маргарита Анжуйська повернулася до Англії разом з Анною та принцом Едуардом у квітні і привела з собою додаткові війська. У битві при Тьюксбері 4 травня 1471 Едуард IV розчавив армію Ланкастерів. Принц Едуард був вбитий в битві або незабаром після неї, а Анна була взята в полон. Вона була доставлена спочатку в Ковентрі, а потім в будинок її зятя, герцога Кларенса, в Лондоні, тоді як її мати, Анна де Бошан, знайшла притулок в абатстві Больє. Коли криза закінчилася, графиня захотіла бути відновлена у своїх правах на маєтки, але Едуард IV відмовив їй, і вона написала королеві Єлизаветі, але і це виявилося марним.
Овдовіла й осиротіла Анна стала предметом суперечки між герцогом Кларенсом та його братом герцогом Глостерським, який все ще хотів одружитися з нею. Анна Невілл та її сестра, герцогиня Кларенс, були спадкоємицями величезних маєтків своїх батьків. Кларенс, прагнучи отримати всю спадщину, ставився до Анни як своєї підопічної і був проти її одруження, що дозволяло йому зміцнити свої вимоги на спадщину.
Серед істориків існують різні думки про те, що сталося у подальшому. За однією з версій, Кларенс сховав Анну від брата в лондонській харчевні, переодягнувши її прислугою. Глостер простежив за ними і перевіз її до притулку в церкві Сен-Мартен Ле Гран. Для того, щоб отримати згоду Джорджа на шлюб, Річард відмовився від більшої частини земель і власності Воріка, включаючи титули графа Воріка (який «царетворець» отримав по праву дружини) та графа Солсбері, і передав Кларенсу посаду Великого камергера Англії.

## Герцогиня Глостерська
Точна дата весілля Анни з Річардом, герцогом Глостерським не відома, хоча більшість істориків вважають, що церемонія проходила навесні 1472 року в каплиці Святого Стефана Вестмінстерського палацу . Сімейною резиденцією став добре знайомий Анні Мідллгемський замок, а Глостер від імені короля був призначений губернатором Півночі. Після весілля Анна здобула титул герцогині Глостерської. У пари була лише одна дитина, син Едуард, який народився в Міддлгемі в 1473 або 1476 році. Мати Анни, графиня-вдова Ворік, приєдналася до дочки в 1473 році, після того, як король дозволив Річарду звільнити тещу з її притулку, що охоронявся.

## Королева Англії

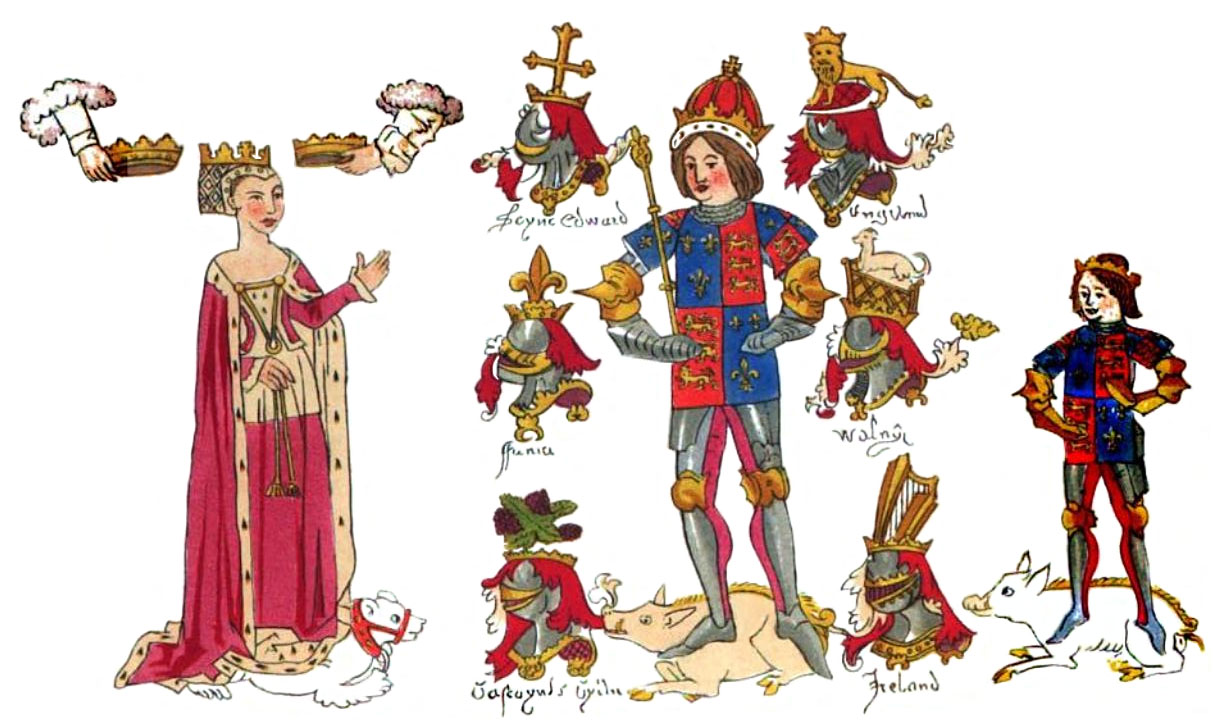
Королева Анна, король Річард III та їх син Едуард, принц Уельський. Мініатюра з "Сувою Джона Роуза" (1483)

9 квітня 1483 року помер Едуард IV. Глостер був названий лордом-протектором для свого 12-річного племінника Едуарда V. Проте, вже 25 червня того ж року Едуард V, його брат і сестри були оголошені незаконнонародженими, а Глостер був оголошений королем Річардом III. Анна була коронована разом із чоловіком 6 липня 1483 року Томасом Бурш'є, архієпископом Кентерберійським; це була перша спільна коронація за останні 175 років. Шлейф нової королеви несла леді Маргарет, графиня Річмонд, син якої, Генріх Тюдор, після перемоги в битві при Босворті в 1485 році був проголошений королем Генріхом VII. На церемонії коронації були присутні майже всі пери Англії, настільки розкішним було святкування. Син Річарда та Анни, Едуард Міддлгемський, був проголошений принцом Уельським в Йоркському соборі 24 серпня 1483 року..
Анна була в хороших відносинах зі своєю свекрухою (якій вона доводилася внучатою племінницею), Сесилією Невілл, герцогинею Йоркською, з якою любила обговорювати релігійні твори.

Король Річард III і королева Анна на вітражах Кардіффського замку

Едуард Міддлгемський раптово помер у квітні 1484 року у Міддлгемському замку; його батьки, які збиралися відвідати сина, перебували в той час у Ноттінгемі. І Річард і Анна були вражені тим, що сталося. Анна була вражена горем настільки, що незабаром важко захворіла.
Після смерті сина Анна з особливим прагненням взялася за турботу про Едуарда, графа Воріка, її спільного з Річардом III племінника. За однією з версій, Річард, піддавшись на умовляння дружини, призначив хлопчика своїм спадкоємцем. Після смерті Анни Річард оперативно змінив одного племінника на іншого: очікуваним спадкоємцем був названий Джон де Ла Поль, граф Лінкольн, син старшої сестри Річарда — Єлизавети.

## Смерть
Анна Невілл померла 16 березня 1485 року у Вестмінстерському палаці, ймовірно, від туберкульозу. У день смерті Анни було сонячне затемнення, яке деякі прийняли за знак падіння її чоловіка від небесної благодаті. Анна була похована у Вестмінстерському абатстві в безіменній могилі праворуч від вівтаря, поряд із входом у каплицю сповідника. Річард III, як казали свідки, плакав на її похороні. Однак невдовзі після смерті Анни пішли чутки, що Річард отруїв дружину, щоб одружитися зі своєю племінницею Єлизаветою Йоркською.
Річард відіслав Єлизавету від двору в Шериф-Хаттон і публічно спростував чутки про свої наміри 30 березня 1485. Не було причин сумніватися, що горе Річарда через смерть дружини було непідробним, проте пізніше з'ясувалося, що згідно з документами з португальського королівського архіву, після смерті Анни Річардом були відправлені посли з дорученням провести переговори про подвійне весілля між Річардом та сестрою короля Жуана II, інфантою Жуаною, та Єлизаветою Йоркською та кузеном Жуани, Мануелом.

## У культурі

### Кіно та телебачення
Кіно
- Вежа смерті (1939, роль виконала Роуз Гобарт[42])
- Річард III (1955, роль виконала Клер Блум[43])
- Вежа смерті[en] (1962, роль виконала Джоан Кемдін[44])
- Річард III (1995, роль виконала Крістін Скотт Томас[45])
- У пошуках Річарда (1996, роль виконала Вайнона Райдер[46])
- Річард III (2008, роль виконала Лі Синхи[47])

Телебачення
- Епоха королів[en] (1960, роль виконала Джилл Діксон[48])
- Порожня корона (2012, роль виконала Фібі Фокс[49])
- Біла королева[50] (2013, роль виконала Фей Марсей[51])